# Jascha Horenstein
Jascha Horenstein (ros. Яша Горенштейн; ur. 24 kwietnia?/6 maja 1898 w Kijowie, zm. 2 kwietnia 1973) – dyrygent pochodzenia rosyjsko-żydowskiego.

## Życiorys
Horenstein urodził się w Kijowie, wówczas w Imperium Rosyjskim, pochodził z żydowskiej rodziny.
W 1905 r. jego rodzina wyemigrowała do Królewca, a w 1911 r. do Wiednia, gdzie od 1916 r. studiował w Wiedeńskiej Akademii Muzycznej u Josepha Marksa i Franza Schrekera.
W 1920 r. wyjechał do Berlina. W latach 1920. dyrygował gościnnie w orkiestrach Wiener Symphoniker i w Berliner Philharmoniker.
W 1929 został dyrektorem muzycznym w operze w Düseldorfie (obecna Deutsche Oper am Rhein).